# Falkenbergs OK
Falkenbergs OK, en orienteringsklubb i Falkenberg, med 250 medlemmar. Verksamheten utgörs av orientering och skidåkning och utgår som regel från FOK-stugan som ligger på Slätten i Falkenberg.

## Största meriter
- Stefan Karlsson, Guld USM 2 gånger
- Lena Birkebaek, SM-guld Natt 1992